# Berkecz Balázs
Berkecz Balázs (Pécs, 1978. május 21. –) város- és területfejlesztési szakember, az Együtt egykori alelnöke.

## Tanulmányai
Érettségi bizonyítványát Hevesy György Műszaki Szakközépiskola földmérő szakán szerezte Pécsett 1997-ben, majd ugyanebben az évben a Pécsi Tudományegyetem Pollack Mihály Műszaki Kar településmérnök szakán kezdte meg felsőfokú tanulmányait, ahol 2000-ben szerzett diplomát. A településmérnök BSc diploma után a Pécsi Tudományegyetem Állam és Jogtudományi Karán jogi szakokleveles mérnök oklevelet szerzett 2003-ban. A 2004-ben induló településmérnöki egyetemi kiegészítő szak első évfolyamának tagja volt a Pécsi Tudományegyetem Pollack Mihály Műszaki Karán, ahol 2007-ben szerzett okleveles településmérnök diplomát (MSc).

## Szakmai pályafutása
2000-ben Szigetvár Város Polgármesteri Hivatalának műszaki osztályán kezdte meg szakmai pályafutását, ahol előbb építésügyi ügyintéző, majd pályázati osztályvezetői posztokon tevékenykedett. 2004-től Hübner Mátyás professor emeritus, Ybl-díjas építész-településtervező munkatársaként tevékenykedett több mint egy tucat település rendezési tervének elkészítésében. 2004-ben a finnországi Imatra város meghívására 4 hetet gyakornokként töltött el Imatra város polgármesteri hivatalában. Takáts József és Tarrósy István munkatársaként 2006 és 2007 között részt vett a pécsi Európa kulturális fővárosa projekt előkészítésében.
2008-ban megpályázta a Dél-Dunántúli Regionális Fejlesztési Ügynökség hálózati igazgatói pozícióját, mely feladatot 2010 decemberéig látta el. 2011-ben az Urbanista Kft. ügyvezető igazgatója lett, amely pozíciójában számos megyei jogú város fejlesztési dokumentumának elkészítésében vett részt, majd politikai szerepvállalása miatt távozott a cégtől, és 2013 áprilisa óta szabadúszó településtervező, város- és területfejlesztő szakemberként tevékenykedik.
2015 januárja óta Szigetvár főépítésze.

## Közéleti tevékenysége
1993 és 1997 között a Hevesy György Műszaki Szakközépiskola diákújságja, a Fejtermék egyik újságírója volt, mely lap 1994-ben elnyerte a Diák- és Ifjúsági Újságírók Országos Egyesülete által alapított "Az Év Diáklapja" címet. A PTE PMMK Kari lapja, az Unicum alapítója és szerkesztője volt 1998 és 2000 között. A kilencvenes évek közepén több szigetvári alternatív zenekarban zenélt (Karóva Tejbár, Ősten Magad, Sudden Death), majd 1998–2003 között a Persona Non Grata zenekar ütőse, később menedzsere és koncertjeinek látványfelelőse lett, mely underground zenekarral bejárta Nyugat- és Közép-Európát, részvevői voltak többek között a Magyar Kulturális Évad Olaszországban és Franciaországban rendezvénysorozatoknak. 2001-ben csatlakozott a Szigetvári Kultúr- és Zöld Zóna Egyesülethez, melynek egyik vezetője volt egészen 2005-ig. 1996 és 2005 között az egyik szervezője volt a szigetvári Eleven Sziget Fesztiválnak és a Lát-Határ Összművészeti Fesztiválnak.
1998–2003 között a Persona Non Grata zenekar ütőse, később menedzsere és koncertjeinek látványfelelőse volt, 2016 óta a Persona Non Grata és az Együtt Jam zenekarok basszusgitárosa.
2006–2010 között közreműködött a Pécs2010 EKF Program előkészítésében, Dél-dunántúli regionális fejlesztések előkészítésében (leghátrányosabb helyzetű kistérségek fejlesztési projektjei), településfejlesztési koncepciók és településrendezési tervek készítésében.
Páva Zsolt felkérésére 2011 óta tagja Pécs2010 program civil értékelő testületének. 2012 óta a Város-Kooperáció board tagja.
2009–2013 között a Magyar Urbanisztikai Társaság Tolna–Baranyai Területi Csoportjának vezetője volt, 2011 óta a Magyar Tudományos Akadémia Pécsi Akadémia Bizottsága Tér- és Településtudományi Munkabizottságának tagja. Az egyik alapítója a Szigetvári Magyar-Finn Egyesület-nek.
Bajnai Gordon felkérésére 2013. augusztusa és 2014. januárja között az Együtt – Párbeszéd Magyarországért Szövetség listás országgyűlési-képviselőjelöltje, EP képviselőjelöltje, a Baranya 4. számú országos egyéni választókerület elnöke, az Együtt – A Korszakváltók Pártja dél-dunántúli politikai igazgatója, az országos elnökség tagja, majd alelnöke volt.

## Publikációi
- Válaszúton – Folytassa Uránváros! Archiválva 2013. október 2-i dátummal a Wayback Machine-ben (2012)
- Elemző értékelés a Pécs2010 Európa Kulturális Fővárosa program tapasztalatairól (2011)
- Szigetvár városfejlesztési akciótervének megalapozása hazai és külföldi példák alapján (2007)
- A kulturális negyed mint városfejlesztési stratégia / The cultural quarter as an urban development strategy (2007)
- Pécs ugyanolyan sikeres lesz, mint a MoMa (2006)
- A holnap urbanistái és építészei (2005)
- 2003-2006 között számos cikk, kritika és interjú szerzője elektronikus és rock zene témában, Magyar Narancs, Népszabadság, egyéb zenei lapok[5][6]